# Het meisje met negen pruiken (film)

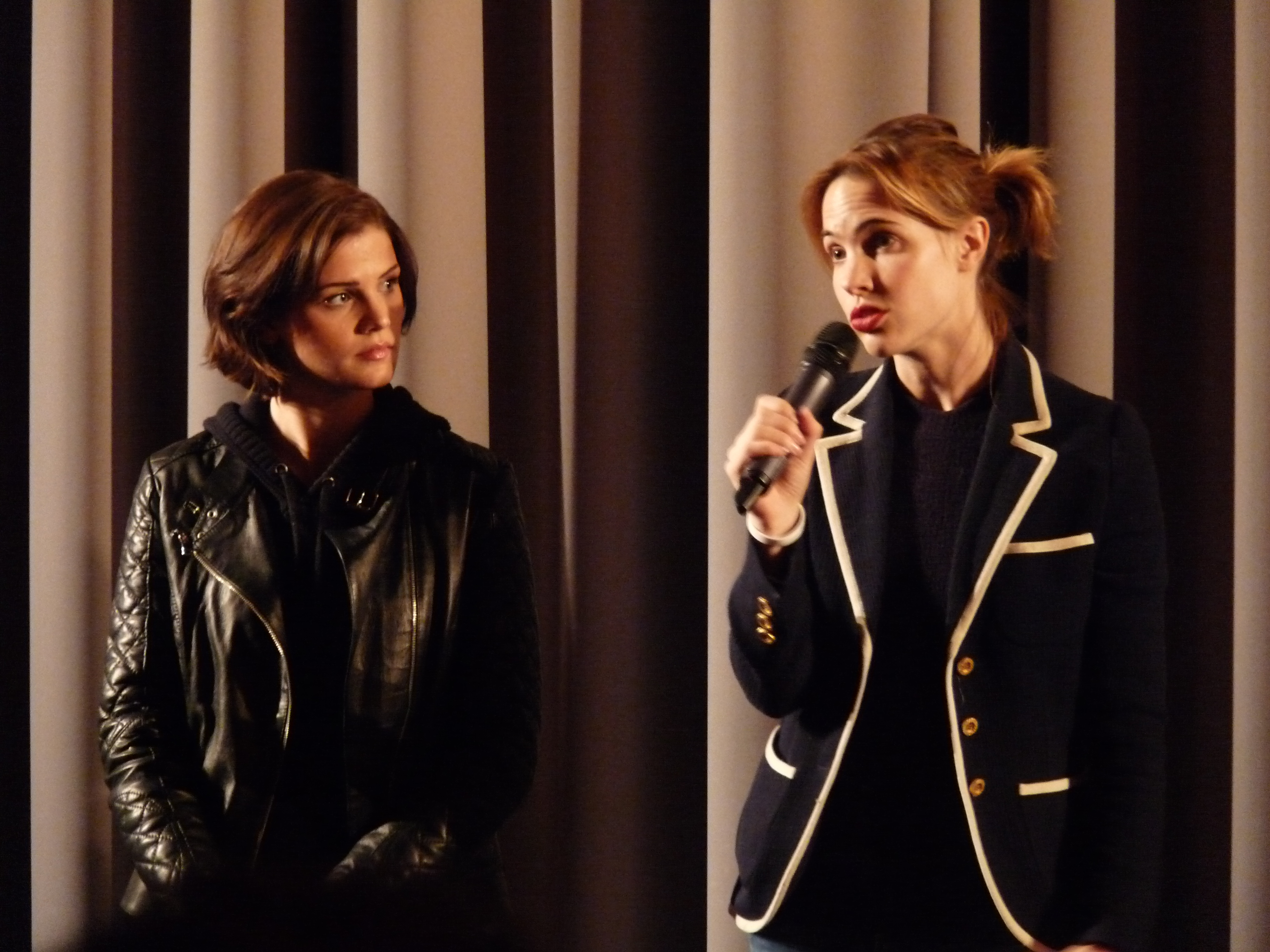
Lisa Tomaschewsky en Sophie van der Stap bij de première van Heute bin ich blond

Het meisje met de negen pruiken is een Duits-Belgische film uit 2013 van Marc Rothemund. De film is een bewerking van het boek Meisje met negen pruiken van Sophie van der Stap, echter was het boek in Duitsland nog een groter succes waar het de titel Heute bin ich blond (Nederlands: Nu ben ik blond) meekreeg en een oplage van 100.000 verkochte boeken behaalde. Het was dan ook de reden dat de film in het Duits werd opgenomen. Als internationale titel heeft de film The Girl with 9 Wigs.

## Verhaal
Sophie is een vrolijke jonge studente. Ze houdt van feesten en heeft veel vrienden. Nadat ze met haar beste vriendin Annabel nieuwjaar heeft gevierd in Antwerpen, merkt ze dat ze vaak moet hoesten. Ze schenkt er verder geen aandacht aan en leeft haar leven zoals ze gewoon is. Eens thuisgekomen in Hamburg gaat ze op aanraden van haar ouders toch naar de dokter. Ze laat wat onderzoeken doen en gaat weer naar huis. Ze vermoedt niet dat er iets ernstigs aan de hand is. Dat verandert wanneer de dokter haar thuis opbelt met de vraag om extra onderzoeken te doen. Na enkele onderzoeken krijgt ze te horen dat ze lijdt aan longkanker. Sophies leven verandert drastisch. Ze moet in het ziekenhuis blijven voor een chemokuur. Haar vrienden en familie blijven haar bijstaan. Vooral het verlies van haar haren valt haar zwaar, dus laat ze voor het uitvalt foto's maken bij haar beste vriend Rob, die fotograaf is.
Sophie raakt in het ziekenhuis bevriend met haar hoofdverpleger Bastian, een sympathieke, mollige jonge kerel die veel grapjes maakt en met een ander meisje op haar afdeling, die een hersentumor heeft. Ondertussen schrijft ze een blog over haar ervaringen in het ziekenhuis. Sophies ouders, vrienden en zus proberen haar het leven zo gemakkelijk mogelijk te maken. 
Onvermijdelijk volgt het haaruitval. Ze krijgt een pruik aangeboden, maar die ziet Sophie niet zitten, omdat iedereen dezelfde heeft. Daarom trekt ze met Annabel de stad in, naar een pruikenwinkel waar ze een vaste klant zal worden. Ze kent iedere pruik een andere karaktertrek toe, zoals het feestnummer, de vechter en de ernstige. Ze probeert haar oude leven zo veel mogelijk terug te krijgen. Omdat ze wil weten of ze nog aantrekkelijk is, flirt ze met Rob, maar hij geeft niet aan haar geflirt toe. Daarna probeert ze het met een jonge docent aan de universiteit. Ze slaagt erin met hem mee te gaan naar zijn flat, maar ze hebben uiteindelijk geen seks. Sophie deed het enkel om erachter te komen of mannen haar nog aantrekkelijk vinden. Ze staat er weer positief voor en begint toch een relatie met Rob.
De behandeling slaat aan en de tumor lijkt te verkleinen, maar Sophie heeft het soms moeilijk. Ze gaat zich roekelozer gedragen en maakt een einde aan haar relatie met Rob. Ze vertelt hem dat hij het niet moet nalaten iets met een andere vrouw te krijgen. Ze wil niet dat hij zich aan haar bindt terwijl ze niet weet of ze haar ziekte te boven komt. Sophie wordt gecontacteerd door een tijdschrift dat haar verhaal wil publiceren, na haar blogs te hebben gelezen. Bij een afspraak met dit tijdschrift in haar stamcafé ziet ze Rob met een ander meisje, Eva. Sophie krijgt spijt en is jaloers. 
Uiteindelijk wordt ze genezen verklaard. Ze herneemt haar oude leven en besluit de pruiken en bijhorende persoonlijkheden achterwege te laten.

## Rolverdeling
| Acteur                | Personage              |
| --------------------- | ---------------------- |
| Lisa Tomaschewsky     | Sophie Ritter          |
| Karoline Teska        | Annabel                |
| David Rott            | Rob                    |
| Alice Dwyer           | Saskia Ritter          |
| Peter Prager          | Wolfgang Ritter        |
| Gerald Alexander Held | Dr. Friedrich Leonhard |
| Jasmin Gerat          | Chantal                |
| Daniel Zillmann       | Bastian                |
| Katrin Pollitt        | Pauke                  |
| Sebastian Bezzel      | Docent                 |
| Ben Braun             | Dr. Konrad             |
| Chiron Elias Krase    | Emil                   |
| Herman van Ulzen      | Dr. Neumann            |